# Lijst van administratieve eenheden in Đắk Lắk
Deze lijst bevat een overzicht van administratieve eenheden in Đắk Lắk (Vietnam).
De provincie Đắk Lắk ligt in de Centrale Hooglanden van Vietnam dat ook wel Tây Nguyên wordt genoemd. De oppervlakte van de provincie bedraagt 13139,2 km² en telt ruim 1.759.000 inwoners. Đắk Lắk is onderverdeeld in één stad, één thị xã en dertien huyện.

## Stad

### Thành phốBuôn Ma Thuột
- Phường Ea Tam
- Phường Khánh Xuân
- Phường Tân An
- Phường Tân Hòa
- Phường Tân Lập
- Phường Tân Lợi
- Phường Tân Thành
- Phường Tân Tiến
- Phường Thắng Lợi
- Phường Thành Công
- Phường Thành Nhất
- Phường Thống Nhất
- Phường Tự An
- Xã Cư Êbur
- Xã Ea Kao
- Xã Ea Tu
- Xã Hòa Khánh
- Xã Hòa Phú
- Xã Hòa Thắng
- Xã Hòa Thuận
- Xã Hòa Xuân

## Thị xã

### Thị xãBuôn Hồ
- Phường An Bình
- Phường An Lạc
- Phường Bình Tân
- Phường Đạt Hiếu
- Phường Đoàn Kết
- Phường Thiện An
- Phường Thống Nhất
- Xã Bình Thuận
- Xã Cư Bao
- Xã Ea Drông
- Xã Ea Blang
- Xã Ia Siên

## Huyện

### HuyệnBuôn Đôn
- Xã Cuôr Knia
- Xã Ea Bar
- Xã Ea Huar
- Xã Ea Nuôl
- Xã Ea Wer
- Xã Krông Na
- Xã Tân Hòa

### HuyệnCư Kuin
- Xã Ea Ning
- Xã Ea Tiêu
- Xã Ea Ktur
- Xã Ea Bhôk
- Xã Hòa Hiệp
- Xã Day Bhăng
- Xã Ea Hu
- Xã Cư Êwi

### HuyệnCư MGar
- Thị trấn Quảng Phú
- Thị trấn Ea Pốk
- Xã Quảng Tiến
- Xã Ea M'Nang
- Xã Ea Kpam
- Xã Cư Suê
- Xã Cuôr Dăng
- Xã Ea DRơng
- Xã Ea Tul
- Xã Ea Tar
- Xã Ea H'Đing
- Xã Ea Kiết
- Xã Ea M'Dróh
- Xã Quảng Hiệp
- Xã Cư M'Gar
- Xã Cư DliêM'Nông
- Xã Ea Kuêh

### HuyệnEa Kar
- Thị trấn Ea Kar
- Thị trấn Ea K Nốp
- Xã Cư Hu
- Xã Ea Tíh
- Xã Cư Yang
- Xã Cư Bông
- Xã Ea Đar
- Xã Cư Elang
- Xã Ea Sar
- Xã Ea Sô
- Xã Xuân Phú
- Xã Ea Păl
- Xã Cư Ni
- Xã Ea Ô
- Xã Ea Kmút
- Xã Cư Prông

### HuyệnEa Súp
- Thị trấn Ea Súp
- Xã Ea Lê
- Xã Ea Bung
- Xã Ea Rốc
- Xã Cư MLan
- Xã Cư KBang
- Xã Ia Rvê
- Xã Ia Jlơi
- Xã Ia Lốp
- Xã Ya Tờ Mốt

### HuyệnEa H'leo
- Thị trấn Ea Drăng
- Xã Cư A Mung
- Xã Ea H'Leo
- Xã Ea Tir
- Xã Ea Nam
- Xã Ea Khăl
- Xã Ea Ral
- Xã Ea Sol
- Xã Cư Mốt
- Xã Ea Hiao
- Xã Dliê Yang
- Xã Ea Wy

### HuyệnKrông Ana
- Thị trấn Buôn Trấp
- Xã Bình Hòa
- Xã Quảng Điền
- Xã Dur Kmăl
- Xã Băng ADrênh
- Xã Ea Bông
- Xã Ea Na
- Xã Dray Sáp

### HuyệnKrông Bông
- Thị trấn Krông Kmar
- Xã Hòa Sơn
- Xã Hòa Lễ
- Xã Hòa Phong
- Xã Hòa Thành
- Xã Hòa Tân
- Xã Dang Kang
- Xã Yang Reh
- Xã Yang Mao
- Xã Cư Đrăm
- Xã Khuê Ngọc Điền
- Xã Ea Trul
- Xã Cư Kty
- Xã Cư Pui

### HuyệnKrông Búk
- Xã Cư Né
- Xã Cư Pơng
- Xã Chư KBô
- Xã Ea Ngai
- Xã Ea Sin
- Xã Pơng Drang
- Xã Tân Lập

### HuyệnKrông Năng
- Thị trấn Krông Năng
- Xã Ea Hồ
- Xã Phú Lộc
- Xã Tam Giang
- Xã Ea Tóh
- Xã Dliêya
- Xã Ea Tân
- Xã Ea Tam
- Xã Chư Klông
- Xã Phú Xuân
- Xã Ea Puk
- Xã Ea Dáh

### HuyệnKrông Pắc
- Thị trấn Phước An
- Xã Ea Hiu
- Xã Ea Kênh
- Xã Ea Kly
- Xã Ea Knuêc
- Xã Ea Kuăng
- Xã Ea Phê
- Xã Ea Uy
- Xã Ea Yiêng
- Xã Ea Yông
- Xã Hòa An
- Xã Hòa Đông
- Xã Hòa Tiến
- Xã Krông Buk
- Xã Tân Tiến
- Xã Vụ Bổn

### HuyệnLắk
- Thị trấn Liên Sơn
- Xã Bông Krang
- Xã Buôn Tría
- Xã Buôn Triết
- Xã Đắk Liêng
- Xã Đắk Nuê
- Xã Ea R'Bin
- Xã Dắk Phơi
- Xã Krông Nô
- Xã Nam Ka
- Xã Yang Tao

### HuyệnM'Drăk
- Thị trấn M'Đrăk
- Xã Ea Pil
- Xã Cư M'Ta
- Xã Krông Á
- Xã Cư Kroá
- Xã Ea H'Mlay
- Xã Ea M'doan
- Xã Ea Riêng
- Xã Ea Trang
- Xã Krông Jing
- Xã Ea Lai
- Xã Cư Prao
- Xã Cư San